# Đường Kikuchi

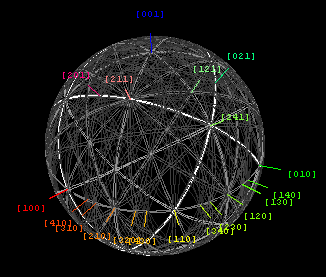
Hình ảnh các đường Kikuchi trong mẫu đơn tinh thể saphire lục giác Al2O3 thu được khi cho chùm điện tử 300 keV tán xạ trên tinh thể.

Đường Kikuchi (tiếng Anh: Kikuchi lines, hoặc Kikuchi pattern) là hình ảnh các đường thẳng trên phổ nhiễu xạ điện tử khi một chùm điện tử hẹp nhiễu xạ trên mẫu đơn tinh thể vật rắn. Phổ Kikuchi thường thu được trong kính hiển vi điện tử truyền qua và cả ở kính hiển vi điện tử quét (trong chế độ nhiễu xạ điện tử tán xạ ngược) với các mẫu đơn tinh thể đủ dày để xảy ra hiện tượng nhiễu xạ nhiều lần trên tinh thể. Tên của phổ được đặt theo tên của Seishi Kikuchi (Nhật Bản), người đã mô tả hiện tượng này vào năm 1928 , tức là 3 năm trước khi kính hiển vi điện tử truyền qua được tạo ra  vào năm 1931.
Hình dạng hình học của phổ đường Kikuchi, cũng như sự tương tự không gian (ví dụ như các giải biên bẻ cong, các phổ điện tử và các đường vân...) đang được sử dụng như là những công cụ hết sức hữu hiệu trong kỹ thuật hiển vi điện tử để phân tích về tính chất tinh thể học của các vật liệu tinh thể và vật liệu nano tinh thể .

## Nguyên lý tạo ra các đường Kikuchi

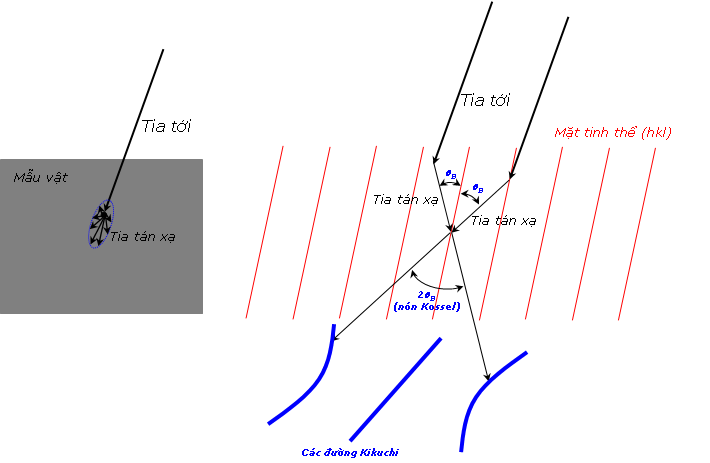
Cơ chế hình thành các đường Kikuchi khi một chùm điện tử song song chiếu qua mẫu tinh thể.

Về mặt bản chất, các đường Kikuchi là kết quả của sự giao thoa của các chùm điện tử bị tán xạ nhiều lần trên các mặt tinh thể của chất rắn. Giả thiết một chùm điện tử song song chiếu tới một mẫu chất rắn tinh thể, do tương tác với mạng tinh thể, điện tử có thể bị tán xạ theo nhiều phương khác nhau (tán xạ đàn hồi và không đàn hồi), nhưng chủ yếu là đi thẳng. Các chùm tia tán xạ không đàn hồi sẽ theo nhiều phương khác nhau và cường độ sẽ kém đi.
Với các tia điện tử tán xạ không đàn hồi đó, sẽ có những tia đi tới các mặt tinh thể (hkl) dưới góc θB thỏa mãn điều kiện nhiễu xạ Bragg. Do chùm tia song song và tính chất đối xứng không gian, mỗi mặt tinh thể (hkl) sẽ có một chùm tia hội tụ (là các tia tán xạ không đàn hồi từ các mặt (hkl) song song khác tán xạ đến) chiếu tới, tạo nên một mặt nón của chùm tia tán xạ đàn hồi lần thứ 2, gọi là nón Kossel. Và hình ảnh các đường Kikuchi chính là đường giao tuyến của nón Kossel và mặt phẳng nhiễu xạ.
Trên lý thuyết, giao tuyến này sẽ là các đường parabol, và phổ Kikuchi sẽ là các cặp đường Kikuchi tương ứng với các mặt (hkl). Do các vùng này rất gần với trục quang học nên đường Kikuchi gần như là các đường thẳng, đi qua các chấm nhiễu xạ do nhiễu xạ Bragg của các tia sơ cấp. Nếu chùm tia tới đi chính xác qua một trục vùng (một hướng định hướng của tinh thể) thì khi đó mỗi cặp đường Kikuchi sẽ bị nhập làm một và đi qua chấm nhiễu xạ trung tâm, tạo ra phổ Kikuchi là các đường thẳng đồng quy qua chấm nhiễu xạ trung tâm.

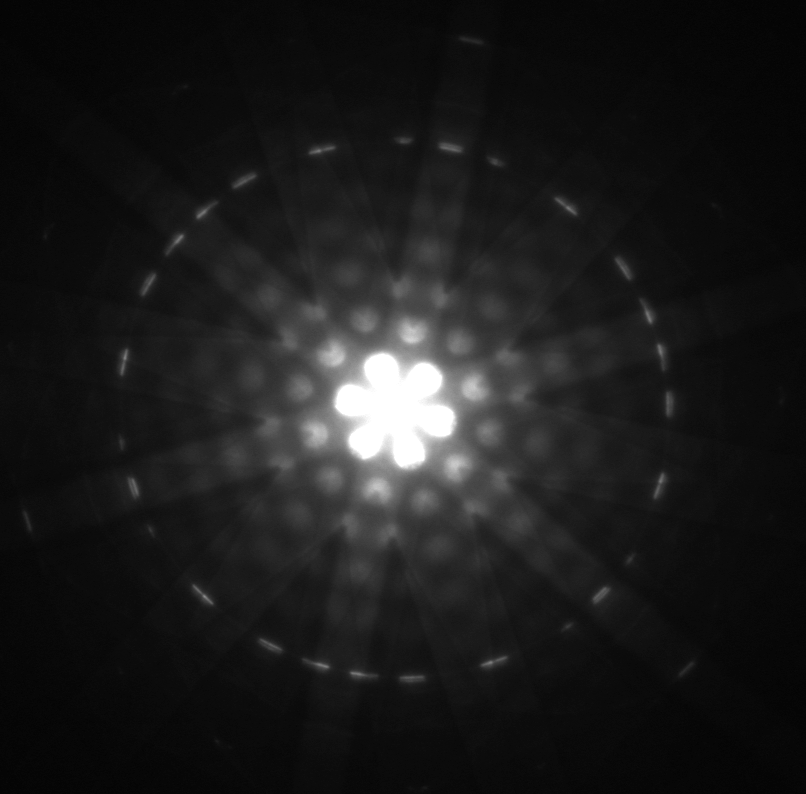
Phổ Kikuchi của mẫu Si đơn tinh thể khi mẫu được nghiêng sao cho chùm tia điện tử đi đúng theo trục vùng của tinh thể.

## Ứng dụng trong tinh thể học
Mặc dù hình ảnh về các đường Kikuchi được giả thiết từ năm 1928 bởi S. Kikuchi, nhưng phải mãi gần 40 năm sau (từ năm 1966) kỹ thuật này mới được phát triển về mặt chi tiết các cách xây dựng bản đồ Kikuchi cũng như ứng dụng phổ Kikuchi ,.
Ngày nay, kỹ thuật phân tích phổ Kikuchi kết hợp với phân tích nhiễu xạ điện tử và phép chiếu hình lập thể (steographic projection) đã trở thành một kỹ thuật quan thuộc và hết sức quan trọng cho việc phân tích tinh thể học chất rắn. Phổ Kikuchi cho phép xác định một cách chính xác định hướng của tinh thể, đồng thời có thể chỉ ra góc giữa chùm tia điện tử với các mặt tương ứng, có nghĩa là có thể xác định các vị trí của các mặt tinh thể .